# الميليشيا الوطنية

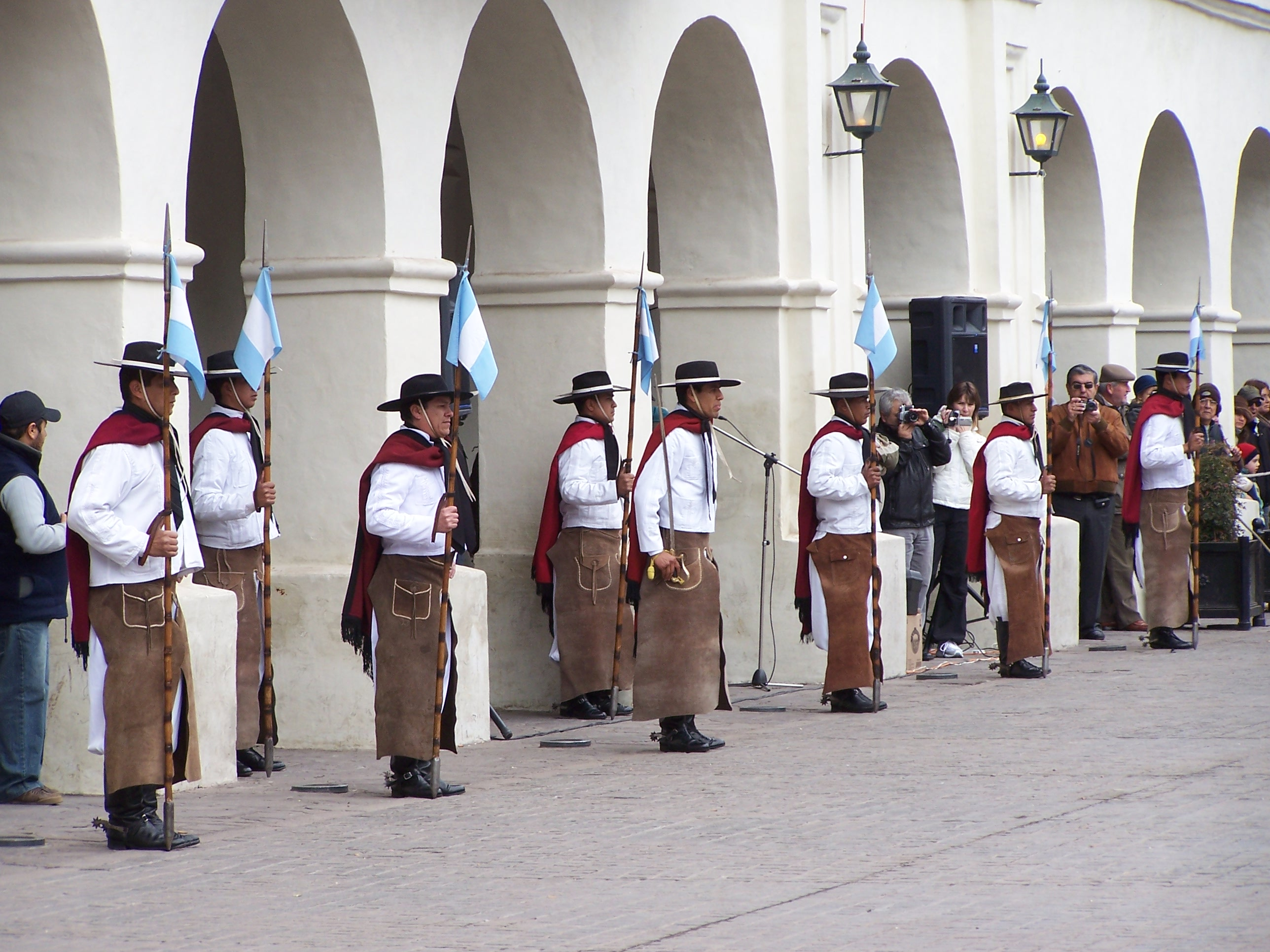

الميليشيا الوطنية هي منظمة من المدنيين تم تسليحها بعيدا عن الجيش أو الشرطة السياسية، مشابهه إلى حد ما للحرس الوطني والحرس المدني، وكان لها دور قيادي في الثورات الليبرالية في أوروبا وأمريكا.
فيما يخص المشروع الليبرالي السياسي، يجسد هذا النوع من المليشيات القاعدة التنظيمية للمجموعة المشاركة من المدنيين المسلحين مع القدرة على الإشراف على السلطات ومقاومة طلباتها في حال اعتبرت غير شرعية، يشكل هذا المشروع جنبا إلى جنب مع الجيش الوطني المجسم الاختياري لجميع الهيئات العامة واللامركزية الإقليمية وتخضع لرقابة قضاة الأمر الذين جعل هذه المجموعة المسلحة تعتبر المليشيا المدنية الفاضلة ولهذا السبب لم تتعرض للفساد ولم تُقهر، وكما يرى توماس جيفرسون الناطق الرسمي لهذه المجموعة من المفاهيم، فإن امتلاك الحكومة وتحكمها في الجيش الرسمي يعد وسيلة للاستبداد، بينما وجود المليشيات المسلحة المدنية يُجبر الحكومة على أخذ الإرادة الشعبية بعين الاعتبار.
في بعض البلدان كفرنسا، ما زالت المليشيات البرجوازية تتواجد كبقايا للنظام القديم؛ مهمتها الحفاظ على النظام والحفاظ على الممتلكات وقمع الثورات، في بداية الثورة الفرنسية كانت تتمتع بشعبية قليلة ولم تتّسم بالليبرالية التي اتسم بها الجيش الوطني الفرنسي في القرن التاسع عشر وفي مرحلة الهدوء السياسي التي أعقبت الثورة الفرنسية.
بعد الثورات الليبرالية (1768، 1789، 1812 ، 1820 ، 1830، 1848، 1854، 1868 و1871) في العديد من البلدان تم إنشاء هذه الميليشيات، بشكل عام قامت بتنظيم نفسها على شكل وحدات في الأحياء والمدن، وكانت مرغمة على تجنيد كل مواطن يتمتع بحقوقه المدنية ولديه القدرة البدنية على الالتحاق، ولقد تم منع النساء والرجال ممن لا يتمتعون بالحقوق المدنية من الالتحاق بها. هذا يعني أنهم عينوا المواطنين الذين كانوا يدفعون الضرائب الكاملة للحصول على حقوقهم المدنية واستبعدوا سكان المناطق الريفية الذين يشكلون الأغلبية في معظم البلدان كما استبعدوا الطبقة العاملة في المناطق الحضرية، ولهذا السبب كانت تسمى هذه المليشيات بالمليشيات البرجوازية.
كانت خدمات هذه المليشيات محلية في معظم الأحيان، مثال على ذلك الجولات الصباحية التي كانت تحدث صباح كل أحد؛ بحيث ينبغي على كل مواطن الالتحاق في الخدمة مرتين أو ثلاث مرات في الشهر، وتتمثل الخدمة في التجول مع الشرطة وحراسة المباني العامة ومكافحة أعمال الشغب والمشاركة في الحروب إن وقعت. وقد تتحول التعبئة إلى حالة أكثر استمرارية وقد تفرض الظروف إشراك هذه المليشيات مع السلطات العسكرية.
في حين ينبغي على الجنود تقديم فروض الطاعة العمياء للأوامر الصادرة عن السلطات العليا في الجيوش الرسمية، إلا أن الأمر قد يختلف في المليشيات المدنية، فللمدنيين المسلّحين الحرية في اختيار قادتهم وكثيرا ما تتحول الثكنات إلى أماكن للمناقشات السياسية، وحدث أن شاركت بعض الوحدات في الثورة على السلطات مثلما حدث في إسبانيا والبرتغال وفرنسا.
تمكنت المليشيات من الاستمرار في بعض البلدان في فترة القرن العشرين، حتى أنها طوّرت من نفسها بحيث شكلت في بعض الأحيان الخط الدفاعي الثانوي للجيش، وتوجد أمثلة على ذلك في الولايات المتحدة الأمريكية والبرازيل وسويسرا.
ولقد عاد مصطلح المليشيات المدنية للظهور متكيفا مع الظروف الحالية، على شكل حشد للمجموعات المسلحة  مثال بسيط على ذلك؛ السماح للمواطنين بحمل السلاح في ظل حماية الدستور في الولايات المتحدة الأمريكية، مليشيات العمال في الثورات الاشتراكية، المليشيات الحزبية في أوروبا في عقد 1930 والمجموعات المسلحة في أمريكا اللاتينية، ولجان الدفاع عن الثورة الكوبية أو الدورات المحلية ضد الإهمال التي حصلت في أوروبا وأمريكا في الفترة الواقعة بين عامي 1980-2000.